# Janusz Kotliński (lekkoatleta)
Janusz Kotliński (ur. 8 stycznia 1932 w Dobrzelinie, zm. 19 października 2005 w Lublinie) – polski lekkoatleta, płotkarz, członek słynnego Wunderteamu, później trener.

## Zarys biografii sportowej
Uczestniczył w Mistrzostwach Europy w Lekkoatletyce w Budapeszcie w 1958. Startował w biegu na 400 metrów przez płotki, odpadł w półfinale. W 1957 był sklasyfikowany na 9. miejscu w biegu na 400 m ppł. w rankingu amerykańskiego magazynu "Track and Field News". Sześciokrotnie ustanawiał rekordy Polski.

### Mistrz Polski
- Bieg na 110 m przez płotki – 1955
- Bieg na 200 m przez płotki – 1955, 1956, 1958
- Bieg na 400 m przez płotki – 1958

### Trener
Po zakończeniu kariery zawodniczej w 1960 został trenerem. Przez czterdzieści lat (do 2001) był szkoleniowcem w sekcji lekkoatletycznej klubu Start Lublin.

## Odznaczenia i wyróżnienia
- Krzyż Kawalerski Orderu Odrodzenia Polski
- Honorowa odznaka "Za Zasługi dla Lubelszczyzny"
- Złota odznaka "Zasłużonemu dla Lublina"